# Donna Christanello
Mary Alfonsi, nota con lo pseudonimo Donna Christanello (Pittsburgh, 23 maggio 1942 – Pittsburgh, 25 agosto 2011), è stata una wrestler statunitense.
La sua carriera durò dal 1963 al 1991. Allenata da The Fabulous Moolah, lottò frequentemente con avversarie quali Ann Casey, Vicki Williams, Evelyn Stevens e Leilani Kai nel corso degli anni settanta.

## Carriera

### National Wrestling Alliance
Christanello lavorava come cameriera in un ristorante di Pittsburgh quando decise di contattare un promotore di wrestling per cominciare una carriera da lottatrice. Lottatori come Waldo Von Erich e Klondike Bill la introdussero a The Fabulous Moolah, che si occupava di allenare giovani talenti. Nel 1963 si trasferì nella Carolina del sud per allenarsi nell'accademia di Moolah. Nel 1969 lottò durante una tournée in Australia insieme a Toni Rose, Jessica Rodgers, Betty e Rita Boucher, Ramona Isbell, Marva Scott ed Evelyn Stevens.
Una delle sue partner di tag team più frequenti era Toni Rose. Lei e Rose vinsero l'NWA Women's World Tag Team Championship nel 1970. Nel 1972 lottò nella Superbowl of Wrestling, dove lei e Rose difesero le cinture World Women's Tag Team Championship contro Sandy Parker e Debbie Johnson. Alla fine persero i titoli nell'ottobre 1973 per mano di Joyce Grable e Vicki Williams al Madison Square Garden di New York. Ci fu anche un passaggio di titolo non registrato. Susan Green e Sandy Parker vinsero il titolo World Tag Team da Christanello e Rose nel novembre 1971 alle Hawaii e lo persero nel febbraio 1972 nel rematch svoltosi a Hong Kong. Difesero inoltre le cinture sia nella National Wrestling Alliance sia nella American Wrestling Association, e alla fine i titoli furono integrati nella World Wrestling Federation.

### World Wrestling Federation
Nella metà degli anni ottanta lottò nella divisione femminile della World Wrestling Federation, disputando principalmente incontri di coppia. Nel 1987 fu parte del team di Sensational Sherri al pay-per-view Survivor Series.

## Vita privata e morte
Christanello nacque e crebbe a Pittsburgh in una famiglia di origine italiana. Visse insieme a The Fabulous Moolah per circa quarant'anni, fino al maggio 1999 quando fece ritorno a Pittsburgh. Mentre viveva con Moolah, la aiutò nell'allenare giovani donne al wrestling, come Sherri Martel e Brittany Brown. Dopo essersi ritirata dal ring, trovò lavoro in un punto vendita della catena di negozi Wal-Mart.
Sua nipote, Marie Minor, fu da lei allenata e lottò come wrestler con il ring name Angie Minelli negli anni ottanta. Il 25 agosto 2011 Donna Christanello è morta per una malattia polmonare cronica. Aveva 69 anni.

## Titoli e riconoscimenti
- Cauliflower Alley Club
  - Other honoree (1992)
- Keystone State Wrestling Alliance
  - Hall of Fame (2010)[4]
- National Wrestling Alliance
  - NWA Women's World Tag Team Championship (4) – con Kathy O'Day (1) e Toni Rose (3)[3][5]
- Professional Wrestling Hall of Fame and Museum
  - Lady Wrestler (2009)[2]
- Women's Wrestling Hall of Fame
  - Classe del 2023[6]